# NGC 2279
NGC 2279 – gwiazda potrójna znajdująca się w gwiazdozbiorze Bliźniąt. Skatalogował ją Guillaume Bigourdan 8 stycznia 1885 roku, błędnie sądząc, że to obiekt typu mgławicowego.